# Thomas-Spornscheidenschwanz

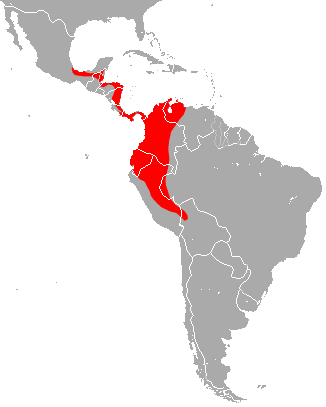
Verbreitungsgebiet des Thomas-Spornscheidenschwanz

Der Thomas-Spornscheidenschwanz (Centronycteris centralis) ist eine Fledermaus in der Familie der Glattnasen-Freischwänze, die in Mittel- und Südamerika vorkommt. Die Population wurde längere Zeit als Synonym des Gemeinen Spornscheidenschwanzes (Centronycteris maximiliani) geführt. Seit 1998 ist sie als Art anerkannt.

## Merkmale
Die Kopf-Rumpf-Länge beträgt meist 49 bis 59 mm, der Schwanz ist 20 bis 24 mm lang und die Länge der Unterarme liegt bei 43 bis 49 mm. Der Thomas-Spornscheidenschwanz hat 7 bis 9 mm lange Hinterfüße, 17 bis 19 mm lange Ohren und ein Gewicht von 5 bis 6 g. Bei einigen Exemplaren aus Costa Rica war der Schwanz mit einer Länge von bis zu 40 mm teilweise deutlich länger. Das zottige gelbe Fell steht im Kontrast zu den schwarzen Flughäuten. Der körpernahe Bereich der Schwanzflughaut ist behaart. Der Kopf ist durch ein nacktes fleischfarbenes Gesicht sowie durch große sichelförmige Ohren gekennzeichnet. Eine sackförmige Ausbuchtung an den Flügeln, die bei verschiedenen anderen Familienmitgliedern vorkommt, ist nicht vorhanden.
Der Thomas-Spornscheidenschwanz unterscheidet sich von seiner Schwesterart durch einige Abweichungen im Aufbau des Schädels und der Zähne. So hat die Art im Gegensatz zum Gemeinen Spornscheidenschwanz keine deutliche Schwellung auf dem Rostrum. Weiterhin hat nur der Thomas-Spornscheidenschwanz an der hinteren Kante des Gaumens eine Kerbe.

## Verbreitung
Das Verbreitungsgebiet der Art reicht vom Süden Mexikos über andere Staaten Mittelamerikas bis ins westliche Venezuela sowie bis zum Grenzgebiet Peru/Bolivien. Der Thomas-Spornscheidenschwanz konnte im Flachland sowie im Hügelland bis auf 500 Meter Höhe registriert werden. Die Art lebt in ursprünglichen tropischen Regenwäldern, in teilweise laubabwerfenden Wäldern sowie in Sekundärwäldern.

## Lebensweise
Diese Fledermaus ruht am Tage in Baumhöhlen oder an Baumstämmen. Sie jagt vorwiegend am Abend und hat, wie nahe verwandte Arten einen langsamen Flug. Oft wird während der Jagd die gleiche Strecke mehrmals passiert. Im Magen untersuchter Exemplare wurden vorwiegend Reste weicher Insekten gefunden. Vermutlich pflückt der Thomas-Spornscheidenschwanz die Beute von Pflanzenteilen oder er fängt sie mit Hilfe der Flughaut. Verschiedene im Mai gefangene Weibchen waren trächtig.

## Systematik
Die Thomas-Spornscheidenschwanz ist eine eigenständige Art der Gattung Centronycteris, die aus nur zwei Arten besteht. Die wissenschaftliche Erstbeschreibung der Art erfolgte durch den britischen Zoologen Oldfield Thomas, der sie anhand eines ausgewachsenen männlichen Tieres aus der Provinz Chiriquí in Panama beschrieb.

## Status
Die Art ist im ganzen Verbreitungsgebiet selten. Waldrodungen wirken sich wahrscheinlich nur lokal negativ aus. Für den Gesamtbestand liegen keine ernsten Gefahren vor. Die IUCN listet den Thomas-Spornscheidenschwanz als nicht gefährdet (Least Concern).